# Airco

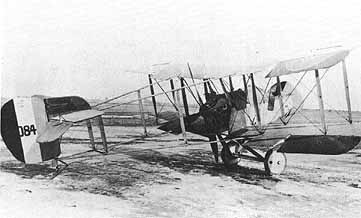
Airco DH-2.

La fábrica de aviones Airco, abreviatura de Aircraft Manufacturing Company, fue creada en el Reino Unido en 1912. Su fundador fue George Holt Thomas, quien estableció la sede de la compañía en la localidad de Hendon, en un sector conocido como "The Hyde", ubicada al norte de Londres.
En 1916 lanzaron al mercado el modelo Airco DH.2, que se convirtió en todo un éxito. Las siguientes versiones mejoradas, los Airco DH.4 y Airco DH.9A, fueron ampliamente utilizados en bombardeos en la Primera Guerra Mundial. Una versión para entrenamiento, el Airco DH.6, les permitió obtener contratos de fabricación por 2.280 unidades. 
George Holt Thomas fundó posteriormente la primera aerolínea del Reino Unido, la Aircraft Transport and Travel Limited, para lo cual la Airco fabricó los modelos DH.16 y DH.18.
El fin de la Primera Guerra Mundial trajo consigo el cese de órdenes de compra para fines militares, lo que llevó a la bancarrota a la compañía en 1920. Los activos de la compañía fueron traspasados a su principal acreedor, la Birmingham Small Arms Company (BSA), quienes no estaban interesados en el negocio.
Geoffrey de Havilland se organizó y adquirió a la BSA la compañía, fundando la reconocida empresa de Havilland Manufacturing Company.